# Krzysztof Varga

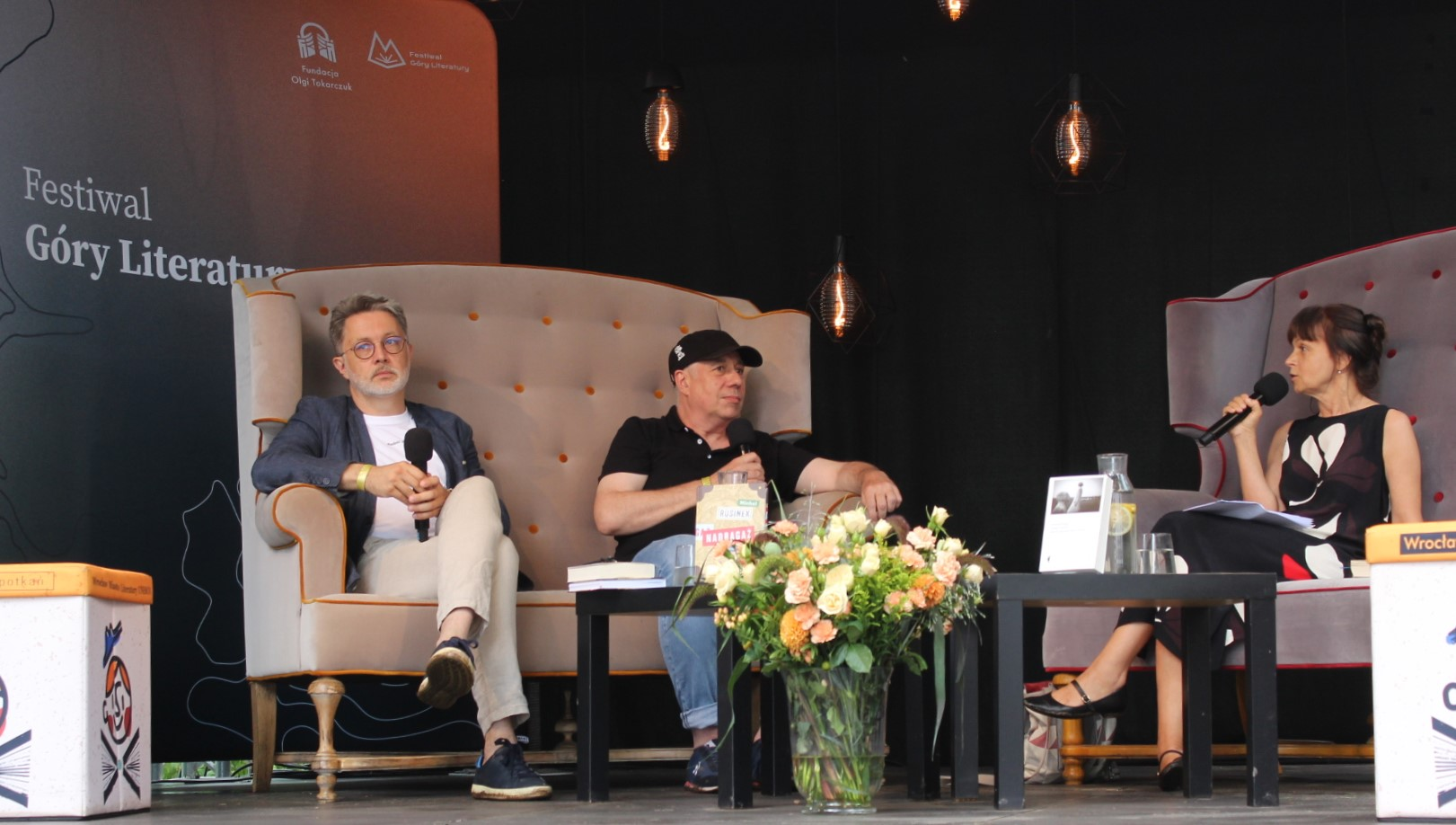
Michał Rusinek, Krzysztof Varga i Urszula Glensk (2024)

Krzysztof Varga (ur. 21 marca 1968 w Warszawie) – polski pisarz, krytyk literacki i dziennikarz.

## Życiorys
Syn Polki i Węgra. Absolwent Liceum Ogólnokształcącego pw. św. Augustyna w Warszawie. Ukończył studia na Wydziale Polonistyki Uniwersytetu Warszawskiego. W latach 1991–2020 związany z „Gazetą Wyborczą” jako redaktor działu kultury. W 2020 został felietonistą „Newsweeka”.
Jako pisarz zadebiutował zbiorem opowiadań Pijany anioł na skrzyżowaniu ulic. Wspólnie z Pawłem Duninem-Wąsowiczem opracował słownik literatury najnowszej Parnas bis. Literatura polska urodzona po 1960 r. (1995), razem z  Pawłem Duninem-Wąsowiczem oraz Jarosławem Klejnockim opublikował antologię wierszy Macie swoich poetów (1996). Autor tekstów większości piosenek na płytach Młodzi i Pogo zespołu Dr Misio.
Za tom prozy 45 pomysłów na powieść. Strony B singli otrzymał Nagrodę Fundacji Kultury. Trzykrotny finalista Nagrody Literackiej Nike: za Tequilę w 2002, Nagrobek z lastryko w 2008 i Gulasz z turula w 2009. Ostatnia z tych publikacji w tym konkursie została wyróżniona przez czytelników.
Deklaruje się jako ateista.

## Odznaczenia
W 2014 został odznaczony przez prezydenta RP Bronisława Komorowskiego Krzyżem Kawalerskim Orderu Odrodzenia Polski.

## Twórczość
- Pijany anioł na skrzyżowaniu ulic (1992)
- Chłopaki nie płaczą (1996)
- Bildungsroman (1997)
- Śmiertelność (1998)
- 45 pomysłów na powieść. Strony B singli 1992–1996 (1998)
- Tequila (2001)
- Karolina (2002)
- Nagrobek z lastryko (2007)
- Gulasz z turula (2008)
- Aleja Niepodległości (2010)[13]
- Trociny (2012)
- Polska mistrzem Polski (2013)
- Czardasz z mangalicą (2014)
- Masakra (2015)
- Langosz w jurcie (2016)
- Egzorcyzmy księdza Wojciecha (2017)
- Sonnenberg (2018)
- Księga dla starych urwisów. Wszystko, czego jeszcze nie wiecie o Edmundzie Niziurskim (2019)
- Dziennik hipopotama (2020)
- Ostrygi i kamienie. Opowieści o Normandii, Bretanii i Pikardii (2024)
- Śmiejący się pies (2025)